# Rebelión en Zacatecas de 1835
La Rebelión en Zacatecas de 1835 fue un conflicto bélico contextualizado entre las luchas del centralismo-federalismo de la primera mitad del siglo XIX durante la administración de Antonio López de Santa Anna.
A raíz del fracaso del sistema federal, el centralismo ganó terreno y el Congreso modificó la Constitución de 1824 a fin de crear una república centralista, limitando el poder de los estados y reduciendo el número de tropas militares. 
Tales acontecimientos provocaron una rebelión en Zacatecas, donde el propio gobernador, Francisco García Salinas, encabezó un ejército de unos cuatro mil hombres en contra del gobierno. Para poner fin a los sublevados, el presidente Santa Anna, en persona se dirigió a combatirlo, dejando como encargado de la presidencia al general Miguel Barragán. 
García Salinas, fue derrotado en la Batalla de Zacatecas (1835), y en castigo por su rebeldía, fue obligado el estado de Zacatecas a perder parte de su territorio, con la que se formó el estado de Aguascalientes.